# Маслов, Сергей Иванович
Сергей Иванович Маслов (31.05.1931 — 12.07.2011) — слесарь-сборщик Пензенского велосипедного завода имени М. В. Фрунзе Министерства машиностроения СССР, город Пенза Полный кавалер ордена Трудовой Славы (1986).

## Биография
Родился 31 мая 1931 года в селе Андреевка Колышлейского района ныне Пензенской области России.
Окончил ремесленное училище. С 1946 по 1998 год работал слесарем-сборщиком экспериментального цеха Пензенского велосипедного завода имени М. В. Фрунзе – производственного объединения «Завод имени М.В. Фрунзе» (в дальнейшем – ОАО «ЗИФ»). Являлся рационализатором, неоднократным участником Выставки достижений народного хозяйства (ВДНХ) СССР, наставником молодёжи.
Указами Президиума Верховного Совета СССР  от 25 апреля 1975 года, от 10 марта 1981 года и от 8 августа 1986 года Маслов Сергей Иванович награждён орденами Трудовой Славы 3-й, 2-й и 1-й степеней. Стал полным кавалером ордена Трудовой Славы.
С 1998 года – на пенсии.
Жил в Пензе. Умер 12 июля 2011 года. Похоронен в городе в Пензе на аллее славы Новозападного кладбища.

## Награды и звания
Награждён орденами Трудовой Славы 1-й, 2-й, 3-й степеней: 3 ст. 25.04.1975 № 71918
2 ст. 10.03.1981 № 10544
1 ст. 08.08.1986 № 518
- Медаль «За доблестный труд»
- Медаль «За трудовую доблесть»
- Медаль «Ветеран труда»
- медалями[1].
- Почётный гражданин города Пензы (18.05.1987)[1][2].